# جبل کبیر
جبل کبیر (بالفارسية: كبيركوه) هو أحد الجبال الطويلة في زاغروس ، ويقع في محافظة عيلام ، وهو من المصادر القديمة اسمه جبل عظیم. يبلغ طول الجبل 175 كم وعرضه من 45 إلى 80 كم. تشكلت هذه السلسلة الجبلية خلال العصر الطباشيري بواسطة الصخور الرسوبية. مثل جميع الجبال في غرب إيران ، يمتد من الشمال الغربي إلى الجنوب الشرقي. يتكون كبير من عدد كبير من الجبال، بما في ذلك شیخ کوه ودینارکوه و سمند واناران و سرمیدان وکمر سفید (الخصر الأبيض). أعلى قمته هي 2.810 (3050) متر فوق مستوى سطح البحر.
تتكون سلسلة الجبال هذه من العديد من الفروع ، والتي يتم تقليلها من الغرب إلى الجنوب الغربي من ارتفاعها ، وتوجد أعلى الفروع التي تشكل الخط المخطط في الجزء الشرقي من الجبل. أطول هذه الجبال هي قمة تسمى کان صیفی التي يبلغ ارتفاعها 3050 مترًا وتقع على بعد 18 كم شرق أرکواز.
يوجد في كبير كوه عدد من الكهوف ، من أبرزها كهف عمارة. يوجد عدد كبير من القرى والبلدات على طول منحدرات كبير كوه ، أهمها: سر كوه ، بير محمد ، تيما ، علي آباد ، تشم كبود (چم کبود)، كوران ، كوشك ، بهرام خانی ، جنجة.

## الخلفية الجيولوجيا
قبل حوالي 11000 عام، في صیمره، في مكان ما على حدود لرستان (محافظة) ومحافظة عيلام الحالية، هيمن كبیركوه، الذي يبلغ ارتفاعه 3065 مترًا، على السهول المحيطة، ولكن فجأة وقع زلزال، أثر بشكل مباشر على مصير الحجر الجيري البالغ من العمر 28 مليون عام. هذه الهزات المفاجئة، جنبًا إلى جنب مع المياه الجوفية والمنحدرات المنحدرة، توحدت لفصل 27 مليار من هذه الحجر الجيري من المنحدرات الشمالية الشرقية للجبل.
بعد الانفصال، انزلقت هذه الكتلة الضخمة فجأة على منحدرات الجبل وتحركت شمالًا. ثم، عبر عبور التلال، واصلت طريقها من خلال خلق زلازل متتالية، وعبر الخط المائل، تدفق البارجة الجبلية إلى السهل. غطت الحطام مسافة حوالي 19 كيلومترًا حتى تم استنفادها وتهدئتها.
بعد هذا التطور، تم تغطية سهل مساحته 100 كيلومتر مربع بهذه الأنقاض الحجرية. حطمت الأنقاض، التي كان حجمها حتى 20 مترا مكعبا في ذلك الوقت، نهرکشكان و نهر صیمره. تم قطع الأنهار وجمع المياه خلف السد. وكانت النتيجة بحيرة شاسعة وصلت إلى عمق 130 مترًا. بمرور الوقت، فتحت الأنهار وعادت إلى الظهور بين الأنقاض. على الرغم من أن البحيرة القديمة لم تعد مرئية، إلا أن آثارها لا تزال قائمة على شكل بحيرات في وسط سهل مليء بالركام.
تعتبر 11 منطقة ولي عصر الرطبة علامات على انهيار أرضي ضخم أصبح الآن موطنًا للطيور المهاجرة والطيور والحيوانات المائية والنباتات. يمكن رؤية بقايا الانهيار الارضي في نهر صیمره في منتصف طريق بلدختر إلى درة شهر.